# Wolfgang Gundling

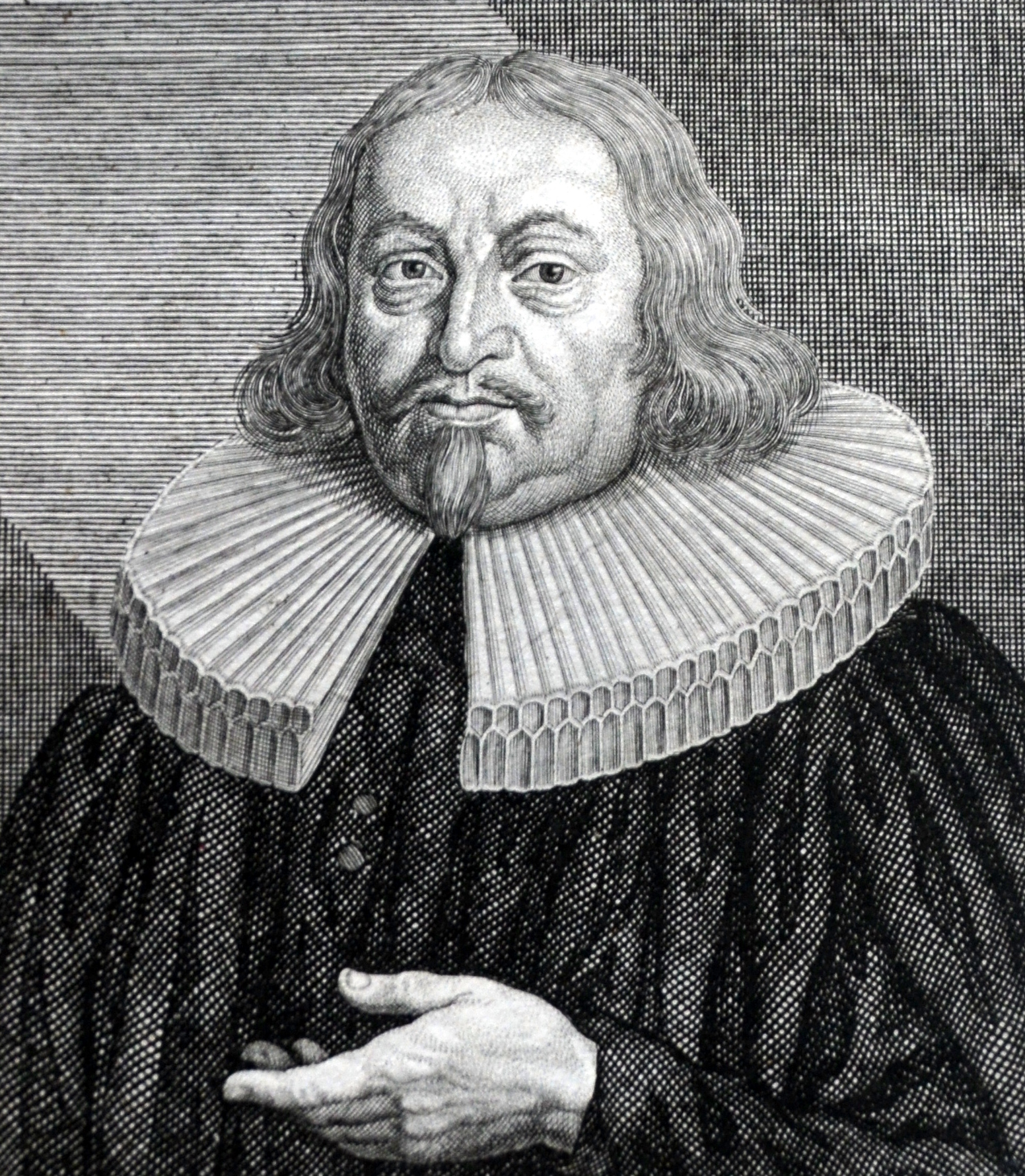
Wolfgang Gundling

Wolfgang Gundling (* 24. Dezember 1637 in Nürnberg; † 31. Juli 1689 ebenda im Heilsbrunner Hof, auch Wolfgangus Gundlingius) war ein protestantischer Prediger, Diakon und Kapitelsdekan sowie Kirchenschriftsteller.

## Leben und Familie
Wolfgang Gundling, ein Spross der fränkischen Familie Gundling, wurde als einziger Sohn des Konrad Gundling und der Klara geborene Sommer geboren. Er besuchte die Sebaldusschule. Nach seinem Studium an der Universität Altdorf war er zunächst ab 1664 als Geistlicher in Rasch und Altdorf tätig. Er heiratete am 6. Mai 1668 Helena Vogel, die Tochter des Magister und Dichters Johannes Vogel, der Rektor der Sebaldusschule in Nürnberg war. Er hatte drei Söhne und zwei Töchter, darunter die Gelehrten Jacob Paul Freiherr von Gundling und Nikolaus Hieronymus Gundling und den Künstler Johann Jakob Gundling. Nachdem er zuerst 1666 in Oberkrumbach und ab 1668 in Kirchensittenbach als Pfarrer tätig gewesen war, ging er 1677 als Prediger, Diakon und Kapitelsdekan an die St.-Lorenz-Kirche in Nürnberg. Schon sein Großvater Franziskus genannt Franz Gundling war Prediger an St. Lorenz und Weggefährte von Andreas Osiander. Franziskus unterschrieb 1555 die Confessio anti-Osiandrina.

## Wirken
Wolfgang Gundling trat wie schon sein Großvater Franziskus Gundling stark für den Protestantismus ein. Schon während seines Studiums verfasste er einige Disputationen. So disputierte er 1660 in Altdorf über seines Professor Lucas Friedrich Reinhardt Synopsia theol. Christ. Dogmaticae. Im Jahr 1661 folgte dann de aemulatione, bevor er 1663 die Dissertation de idololatria bei Johann Conrad Dürr verfasste. Außerdem verfasste er in der Altdorfer Zeit de Tito Flavio Domitiano sowie 1681 Eustradii Johanis Zialovsky Rutheni brevem delincationem Ecclesiae orientalis graecae cum notis. Die Schriften Observationes und Canones graeci concilii Laodiceni cum versionibus Gentiani Herveti, Dionysii Exigui, Isidori Mercatoris, et observationibus wurden 1684 in Nürnberg veröffentlicht, wobei letztere 1758 mit Dekret des Papstes Benedikt XIV auf den Katholischen Index librorum prohibitorum gesetzt wurde.
Nicht alle seine Schriften fanden vor seinem Tod Veröffentlichung, so wurden die Canones concilii Gangrensis von seinem Sohn Nikolaus Hieronymus Gundling 1695 veröffentlicht.